# Jan Verdonck
Jan Verdonck, né en 1546 (?) et mort après 1624, est un compositeur de l'école franco-flamande.

## Biographie
Un Jan Verdonck fut installé dans les hautes formes du chœur, comme chanoine, à la cathédrale d'Ypres, le 10 mai 1572, et servit dans les principales églises de cette ville.  Le même, ou un homonyme, bénéficiaire de l'église Saint-Sulpice à Diest, obtint, à l'âge de 78 ans et en tant que chanoine, la prébende de l'autel du Saint-Esprit dans la cathédrale Saint-Aubain de Namur en 1624.  Il se peut que ce même personnage soit le chanoine de la Salle à Valenciennes qui postula la prébende vacante par le décès de Jehan Santvoort « pour estre  [sic] tant plus proche d'Anvers, son pays et lieu de naissance ». 

## Œuvre
Verdonck est l'auteur de quelques chansons françaises et trois chansons néerlandaises de l'anthologie de chansons à deux voix Liber musicus, duarum vocum cantiones, tum latinas tum gallicas atque teutonicas, publiée par Petrus Phalesius en 1571 :
- Alle mijn ghepeijs doet mij so wee (Mes soucis me font tant souffrir);
- Godt es mijn licht en mijn salicheijt (Dieu est ma lumière et mon salut) ;
- Schoon lief wat macht u baten (Ma belle, à quoi bon)[2],[3].